# Sharon Cherop
Sharon Jemutai Cherop (16 maart 1984) is een Keniaanse atlete, die is gespecialiseerd in de marathon. Ze schreef verschillende grote internationale marathons op haar naam.

## Loopbaan
Cherop won in 2009 in haar thuisland de marathon van Nairobi. In 2010 won ze de Toronto Waterfront Marathon en de marathon van Hamburg.
Een jaar later veroverde zij in 2:29.14 de bronzen medaille op de marathon tijdens de wereldkampioenschappen in Daegu achter haar landgenotes Edna Kiplagat (eerste in 2:28.43) en Priscah Jeptoo (tweede in 2:29.00). Het was voor het eerst in de historie van de wereldkampioenschappen atletiek, dat alle medailles op de marathon bij de vrouwen werden veroverd door Keniaanse atletes.

## Persoonlijke records
Baan
| Onderdeel | Prestatie | Datum             | Plaats    |
| --------- | --------- | ----------------- | --------- |
| 3000 m    | 9.09,23   | 31 mei 2004       | Rehlingen |
| 5000 m    | 15.40,7   | 22 september 2000 | Nairobi   |
| 10.000 m  | 32.03,0   | 15 juli 2011      | Nairobi   |

Weg
| Onderdeel      | Prestatie | Datum             | Plaats          |
| -------------- | --------- | ----------------- | --------------- |
| 10 km          | 31.31     | 27 november 2011  | New Delhi       |
| 15 km          | 47.48     | 27 november 2011  | New Delhi       |
| 10 Eng. mijl   | 55.07     | 6 april 2008      | Washington D.C. |
| 20 km          | 1:03.44   | 27 november 2011  | New Delhi       |
| halve marathon | 1:07.08   | 27 november 2011  | New Delhi       |
| 25 km          | 1:22.57   | 29 september 2013 | Berlijn         |
| 30 km          | 1:39.40   | 29 september 2013 | Berlijn         |
| marathon       | 2:22.28   | 29 september 2013 | Berlijn         |

## Palmares

### 3000 m
- 2004:  Pfingstsportfest in Rehlingen - 9.09,23
- 2015: 4e International Meet Demósthenes de Almeida in Luanda - 9.40,67

### 5000 m
- 2000:  WJK - 16.23,73
- 2004: 5e BUPA Ireland Cork City Games - 16.12,55

### 10.000 m
- 1999:  Keniaanse kamp. in Nairobi - 32.52,8
- 1999: 5e Afrikaanse Spelen in Johannesburg - 35.14,41
- 2001: 8e Keniaanse kamp. in Nairobi - 34.02,5
- 2002: 6e Keniaanse kamp. in Nairobi - 33.49,4
- 2010: 5e Keniaanse kamp. in Nairobi - 32.32,72
- 2011: 5e Keniaanse WK Trials in Nairobi - 32.03
- 2012: 9e Keniaanse kamp. in Nairobi - 32.59,1
- 2013:  Keniaanse kamp. in Nairobi - 32.46,3

### 5 km
- 2005: 4e Wells Fargo in Salt Lake City - 15.53
- 2012: 5e Corrida de Mulher in Lissabon - 16.18

### 10 km
- 2005:  Bellin Run in Green Bay - 35.02
- 2008: 4e Crescent City Classic in New Orleans - 32.59
- 2008: 4e Azalea Trail Run in Mobile - 32.43
- 2012:  BAA in Boston - 32.02,2
- 2013:  AJC Peachtree Road Race in Atlanta - 32.10

### 15 km
- 2006: 5e Baringo - 51.16
- 2009:  Baringo - 52.01,0

### 10 Eng. mijl
- 2008: 5e Credit Union Cherry Blossom - 55.07

### halve marathon
- 2005: 5e halve marathon van Coban - 1:19.07
- 2005:  halve marathon van Nairobi - 1:13.57
- 2007:  halve marathon van Castro Marim - 1:13.04
- 2007:  halve marathon van Parkersburg - 1:12.26
- 2007: 4e halve marathon van Philadelphia - 1:10.21
- 2007:  halve marathon van Nairobi - 1:18.19
- 2011:  halve marathon van New Delhi - 1:07.08
- 2012:  halve marathon van Philadelphia - 1:07.21
- 2014:  halve marathon van Ostia - 1:08.51
- 2014: 5e halve marathon van Luanda - 1:09.50
- 2015:  halve marathon van Ostia - 1:09.13
- 2015:  halve marathon van Bogotá - 1:13.55
- 2018: 4e halve marathon van Parijs - 1:08.22

### marathon
- 2007:  Twin Cities Marathon in Saint Paul - 2:38.45
- 2008: 4e marathon van Nashville - 2:39.52
- 2009:  marathon van Nairobi – 2:33.53
- 2010:  marathon van Hamburg – 2:28.38
- 2010:  Toronto Waterfront Marathon - 2:22.42,8
- 2011:  marathon van Boston – 2:22.42
- 2011:  WK - 2:29.14
- 2012: 7e marathon van Dubai - 2:22.39
- 2012:  Boston Marathon - 2:31.50
- 2012:  marathon van Turijn - 2:23.57
- 2013:  marathon van Boston - 2:27.01
- 2013:  marathon van Berlijn - 2:22.27,9
- 2013:  marathon van Singapore - 2:41.11,1
- 2014: 7e marathon van Boston - 2:23.00 (na DSQ van Rita Jeptoo)
- 2014:  marathon van Frankfurt - 2:23.44
- 2015: 5e marathon van Boston - 2:26.05
- 2015:  Toronto Waterfront Marathon - 2:24.16,0 (gedeelde 2e plaats)

### veldlopen
- 2002: 10e WK junioren in Dublin - 20.53